# 部分モル量
部分モル量（ぶぶんモルりょう、英: Partial molar property）は、熱力学において、ある系の示量性状態量の変化を、その系の構成要素の一つの物質量の変化によって定量化するものである。
混合物中の成分{\displaystyle i}の部分モル量は、{\displaystyle {\bar {X}}_{i}}と表記され、混合物の全示量性状態量{\displaystyle X}の、{\displaystyle i}の物質量（モル数）{\displaystyle n_{i}}による偏微分として定義される。ただし、圧力{\displaystyle P}、温度{\displaystyle T}、および混合物の他の成分{\displaystyle i}の量は一定とする。
| 部分モル量 : {\displaystyle {\bar {X}}_{i}=\left({\frac {\partial X}{\partial n_{i}}}\right)_{P,T,n_{j\neq i}}} |

混合物中の成分{\displaystyle i}の部分モル量{\displaystyle {\bar {X}}_{i}}は、混合物の全状態量{\displaystyle X}に対する成分{\displaystyle i}の寄与を表す。実際、全状態量{\displaystyle X}は、オイラーの定理により、混合物のすべての構成要素の部分モル量と関係づけられる。

## 定義
{\displaystyle N}個の成分からなる混合物（純粋な物質の場合は{\displaystyle N=1}）を考える。圧力は{\displaystyle P}、温度は{\displaystyle T}であり、各成分{\displaystyle i}は{\displaystyle n_{i}}モルで表され、混合物は単一相（気体、液体、または固体）であるとする。
この混合物を記述する示量性状態量、特に4つの熱力学ポテンシャル{\displaystyle U}（内部エネルギー）、{\displaystyle H}（エンタルピー）、{\displaystyle G}（ギブズの自由エネルギー）、{\displaystyle F}（ヘルムホルツの自由エネルギー）は、多くの場合、変数{\displaystyle P}（圧力）、{\displaystyle T}（温度）、{\displaystyle V}（体積）、{\displaystyle S}（エントロピー）、{\displaystyle n}（物質量）の関数として記述される。これらの変数のうち、圧力と温度は示強性の変数であり、体積、エントロピー、物質量は示量性の変数である。
混合物の示量性状態量{\displaystyle X}の変化を、その成分{\displaystyle i}の物質量{\displaystyle n_{i}}のみの関数として調べたい場合、{\displaystyle X}に影響を与える他のすべての変数を固定する必要がある。これは、示強性の変数である圧力と温度、および{\displaystyle i}以外の混合物の成分の量を固定することによってのみ可能である。実際、例えば、{\displaystyle i}の量を一定温度で変化させると、体積やエントロピーも変化してしまう。なぜなら、これらの示量性の変数は{\displaystyle i}の量に依存しているからである。反対に、圧力と温度を一定にして操作することは可能である。なぜなら、これらの変数は示強性の変数だからである。
したがって、混合物中の成分{\displaystyle i}の部分モル量{\displaystyle {\bar {X}}_{i}}は、{\displaystyle X}の{\displaystyle n_{i}}による偏微分として定義される。ただし、圧力、温度、および{\displaystyle i}以外の成分の量は一定とする。
| 部分モル量 : {\displaystyle {\bar {X}}_{i}=\left({\frac {\partial X}{\partial n_{i}}}\right)_{P,T,n_{j\neq i}}} |

ここで、{\displaystyle {\bar {X}}_{i}}は混合物中の成分{\displaystyle i}の部分モル量、{\displaystyle X}は混合物の全示量性状態量、{\displaystyle n_{i}}は混合物中の成分{\displaystyle i}の物質量（モル数）、{\displaystyle n_{j\neq i}}は混合物中の{\displaystyle i}以外の成分{\displaystyle j}の物質量である。
部分モル量の次元は、状態量をモル数で割ったものである。例としては以下のようなものがある。
- エンタルピー{\displaystyle H}はジュール（J）で表され、成分{\displaystyle i}の部分モルエンタルピー{\displaystyle {\bar {H}}_{i}}はジュール毎モル（J/mol）で表される。

- エントロピー{\displaystyle S}はジュール毎ケルビン（J/K）で表され、成分{\displaystyle i}の部分モルエントロピー{\displaystyle {\bar {S}}_{i}}はジュール毎ケルビン毎モル（J K−1 mol−1）で表される。

- 体積{\displaystyle V}は立方メートル（m3）で表され、成分{\displaystyle i}の部分モル体積{\displaystyle {\bar {V}}_{i}}は立方メートル毎モル（m3/mol）で表される。

部分モル量は示強性の変数である。
部分モル量{\displaystyle {\bar {X}}_{i}}は、ほとんどの場合正の値をとるが、まれに負の値をとる場合もある。分子の大きさが大きく異なる成分の液体混合物の場合、一方の成分の部分モル体積{\displaystyle {\bar {V}}_{i}}が負になることがある。例えば、0.1 モルの硫酸マグネシウム（MgSO4）を1リットルの水に溶解すると、得られる溶液の体積は1リットルより小さくなる。つまり、MgSO4を加えることで体積が収縮するため、その部分モル体積は負になる。
オイラーの定理（後述）から得られる関係式{\displaystyle X=\sum _{i=1}^{N}n_{i}{\bar {X}}_{i}}は、成分{\displaystyle i}の量{\displaystyle n_{i}{\bar {X}}_{i}}が、混合物の状態量{\displaystyle X}に対するその成分の寄与を表すことを示している。したがって、部分モル量{\displaystyle {\bar {X}}_{i}}は、その成分の性質に依存する。一方、部分モル量{\displaystyle {\bar {X}}_{i}}は、{\displaystyle X}の偏微分としての定義から、成分{\displaystyle i}の混合物への影響を表す。したがって、{\displaystyle {\bar {X}}_{i}}は、圧力と温度に加えて、混合物の組成（モル分率{\displaystyle x_{i}}）にも依存する。
{\displaystyle {\bar {X}}_{i}={\bar {X}}_{i}\!\left(P,T,x\right)}
混合物が純粋な成分{\displaystyle i}に近づくにつれて、部分モル量{\displaystyle {\bar {X}}_{i}}は純粋な成分{\displaystyle i}のモル量{\displaystyle {\bar {X}}_{i}^{*}}に近づき、{\displaystyle X}は{\displaystyle n_{i}{\bar {X}}_{i}^{*}}に近づく。
成分{\displaystyle i}の量が0に近づくにつれて、部分モル量{\displaystyle {\bar {X}}_{i}}は、溶媒{\displaystyle s}中で無限希釈された成分{\displaystyle i}の部分モル量{\displaystyle {\bar {X}}_{i,s}^{\infty }}に近づく。
この量はゼロではない。成分{\displaystyle i}の量{\displaystyle n_{i}{\bar {X}}_{i}}は、物質量{\displaystyle n_{i}}が0になるため、状態量{\displaystyle X}への寄与が0になる。無限希釈における量{\displaystyle {\bar {X}}_{i,s}^{\infty }}は、多くの場合、純粋な成分{\displaystyle i}の量{\displaystyle {\bar {X}}_{i}^{*}}とは大きく異なる（例えば、極端な例として、化学ポテンシャル{\displaystyle \mu _{i,s}^{\infty }=-\infty }は、成分{\displaystyle i}と溶媒{\displaystyle s}が何であっても常に{\displaystyle -\infty }である）。これは、{\displaystyle i}の分子の環境が、場合によって大きく異なるためである。さらに、この量は溶媒{\displaystyle s}の性質に依存するため、{\displaystyle (i,s)}の組み合わせに対してのみ有効である。つまり、溶媒{\displaystyle s}が変わると、{\displaystyle i}の無限希釈における量も変化する。

## 部分モル量間の関係
部分モル量どうしは、示量性状態量と同じ関係で結ばれている。

### 熱力学ポテンシャル
例えば、ギブズの自由エネルギー{\displaystyle G}を考えると、
となる。任意の成分の物質量{\displaystyle n_{i}}で、圧力{\displaystyle P}と温度{\displaystyle T}を一定にして偏微分すると、
{\displaystyle \left({\frac {\partial G}{\partial n_{i}}}\right)_{P,T,n_{j\neq i}}=\left({\frac {\partial U+PV-TS}{\partial n_{i}}}\right)_{P,T,n_{j\neq i}}}
{\displaystyle =\left({\frac {\partial U}{\partial n_{i}}}\right)_{P,T,n_{j\neq i}}+\left({\frac {\partial PV}{\partial n_{i}}}\right)_{P,T,n_{j\neq i}}-\left({\frac {\partial TS}{\partial n_{i}}}\right)_{P,T,n_{j\neq i}}}
となる。偏微分は{\displaystyle P}と{\displaystyle T}を一定にして行っているので、
{\displaystyle \left({\frac {\partial PV}{\partial n_{i}}}\right)_{P,T,n_{j\neq i}}=P\left({\frac {\partial V}{\partial n_{i}}}\right)_{P,T,n_{j\neq i}}}
{\displaystyle \left({\frac {\partial TS}{\partial n_{i}}}\right)_{P,T,n_{j\neq i}}=T\left({\frac {\partial S}{\partial n_{i}}}\right)_{P,T,n_{j\neq i}}}
となる。ここで、
{\displaystyle {\bar {G}}_{i}=\left({\frac {\partial G}{\partial n_{i}}}\right)_{P,T,n_{j\neq i}}}：部分モルギブズの自由エネルギー
{\displaystyle {\bar {U}}_{i}=\left({\frac {\partial U}{\partial n_{i}}}\right)_{P,T,n_{j\neq i}}}：部分モル内部エネルギー
{\displaystyle {\bar {V}}_{i}=\left({\frac {\partial V}{\partial n_{i}}}\right)_{P,T,n_{j\neq i}}}：部分モル体積
{\displaystyle {\bar {S}}_{i}=\left({\frac {\partial S}{\partial n_{i}}}\right)_{P,T,n_{j\neq i}}}：部分モルエントロピー
である。これらを用いると、部分モルギブズの自由エネルギーは、
と表される。他の熱力学ポテンシャルについても同様に、
などが成り立つ。

### 状態方程式とマクスウェルの関係式
ヤングの定理を、状態方程式とマクスウェルの関係式に適用すると、体積については次のようになる。
{\displaystyle V=\left({\frac {\partial G}{\partial P}}\right)_{T,n}}
{\displaystyle \left({\frac {\partial V}{\partial n_{i}}}\right)_{P,T,n_{j\neq i}}=\left({\frac {\partial }{\partial n_{i}}}\left({\frac {\partial G}{\partial P}}\right)_{T,n}\right)_{P,T,n_{j\neq i}}=\left({\frac {\partial }{\partial P}}\left({\frac {\partial G}{\partial n_{i}}}\right)_{P,T,n_{j\neq i}}\right)_{T,n}}
これから、
{\displaystyle {\bar {V}}_{i}=\left({\frac {\partial {\bar {G}}_{i}}{\partial P}}\right)_{T,n}}
となる。したがって、以下の関係が成り立つ。

### ギブズ-ヘルムホルツの式
ギブズ-ヘルムホルツの式に、ヤングの定理を適用すると、部分モルエンタルピーと部分モルギブズの自由エネルギーは次のようになる。
同様に、部分モル内部エネルギーと部分モルヘルムホルツの自由エネルギーについても、以下の関係が成り立つ。

### 熱容量
定積熱容量{\displaystyle C_{V}}と定圧熱容量{\displaystyle C_{P}}は、それぞれ次のように定義される。
{\displaystyle C_{V}=T\left({\frac {\partial S}{\partial T}}\right)_{V,n}=\left({\frac {\partial U}{\partial T}}\right)_{V,n}}
{\displaystyle C_{P}=T\left({\frac {\partial S}{\partial T}}\right)_{P,n}=\left({\frac {\partial H}{\partial T}}\right)_{P,n}}
ヤングの定理を適用すると、次のようになる。

## その他の関係

### 化学ポテンシャル
混合物中の成分{\displaystyle i}の化学ポテンシャル{\displaystyle \mu _{i}}は、定義により、示量変数{\displaystyle i}の物質量{\displaystyle n_{i}}に共役な示強変数である。特にギブズの自由エネルギー{\displaystyle G}の場合、成分{\displaystyle i}の化学ポテンシャルは、成分{\displaystyle i}の部分モルギブズエネルギー{\displaystyle {\bar {G}}_{i}}に相当する。
化学ポテンシャルは、他の部分モル量とも次のように関係している。
- {\displaystyle {\bar {V}}_{i}=\left({\frac {\partial V}{\partial n_{i}}}\right)_{P,T,n_{j\neq i}}}、部分モル体積：{\displaystyle {\bar {V}}_{i}=\left({\frac {\partial \mu _{i}}{\partial P}}\right)_{T,n}}（状態方程式の一つに従う）

- {\displaystyle {\bar {S}}_{i}=\left({\frac {\partial S}{\partial n_{i}}}\right)_{P,T,n_{j\neq i}}}、部分モルエントロピー：{\displaystyle {\bar {S}}_{i}=-\left({\frac {\partial \mu _{i}}{\partial T}}\right)_{P,n}}（状態方程式の一つに従う）

- {\displaystyle {\bar {H}}_{i}=\left({\frac {\partial H}{\partial n_{i}}}\right)_{P,T,n_{j\neq i}}}、部分モルエンタルピー：{\displaystyle {\bar {H}}_{i}=\left({\frac {\partial {\frac {\mu _{i}}{T}}}{\partial {\frac {1}{T}}}}\right)_{P,n}}（ギブズ-ヘルムホルツの式に従う）

- {\displaystyle {\bar {F}}_{i}=\left({\frac {\partial F}{\partial n_{i}}}\right)_{P,T,n_{j\neq i}}}、部分モルヘルムホルツの自由エネルギー：{\displaystyle {\bar {F}}_{i}=\mu _{i}-P\left({\frac {\partial \mu _{i}}{\partial P}}\right)_{T,n}}（{\displaystyle {\bar {F}}_{i}={\bar {G}}_{i}-P{\bar {V}}_{i}}に従う）

- {\displaystyle {\bar {U}}_{i}=\left({\frac {\partial U}{\partial n_{i}}}\right)_{P,T,n_{j\neq i}}}、部分モル内部エネルギー：{\displaystyle {\bar {U}}_{i}=\left({\frac {\partial {\frac {\mu _{i}}{T}}}{\partial {\frac {1}{T}}}}\right)_{P,n}-P\left({\frac {\partial \mu _{i}}{\partial P}}\right)_{T,n}}（{\displaystyle {\bar {U}}_{i}={\bar {H}}_{i}-P{\bar {V}}_{i}}に従う）

### オイラーの定理
1次同次関数に関するオイラーの定理は、任意の示量性状態量{\displaystyle X}を、同じ圧力{\displaystyle P}、温度{\displaystyle T}、組成で定義された部分モル量{\displaystyle {\bar {X}}_{i}}と、次のように関係付ける。
| オイラーの定理 : {\displaystyle X=\sum _{i=1}^{N}n_{i}{\bar {X}}_{i}} |

任意の示量性状態量{\displaystyle X}について、圧力{\displaystyle P}と温度{\displaystyle T}がその状態量の自然な変数でなくても、これらの関数として全微分を記述できる。
{\displaystyle \mathrm {d} X=\left({\frac {\partial X}{\partial P}}\right)_{T,n}\,\mathrm {d} P+\left({\frac {\partial X}{\partial T}}\right)_{P,n}\,\mathrm {d} T+\sum _{i=1}^{N}\left({\frac {\partial X}{\partial n_{i}}}\right)_{P,T,n_{j\neq i}}\,\mathrm {d} n_{i}}
{\displaystyle =\left({\frac {\partial X}{\partial P}}\right)_{T,n}\,\mathrm {d} P+\left({\frac {\partial X}{\partial T}}\right)_{P,n}\,\mathrm {d} T+\sum _{i=1}^{N}{\bar {X}}_{i}\,\mathrm {d} n_{i}}
圧力と温度が一定であれば、次のように書ける。
（1） {\displaystyle \mathrm {d} X=\sum _{i=1}^{N}{\bar {X}}_{i}\,\mathrm {d} n_{i}}
各成分の量を、任意の同じ正の数（{\displaystyle \left(1+\mathrm {d} \epsilon \right)}、{\displaystyle \mathrm {d} \epsilon }は無限小）倍すると、混合物の各成分について、物質量変化は次のように書ける。
{\displaystyle \left(1+\mathrm {d} \epsilon \right)\cdot n_{i}=n_{i}+\mathrm {d} n_{i}}
{\displaystyle \mathrm {d} n_{i}=n_{i}\,\mathrm {d} \epsilon }
これを全微分の最初の式 (1) に代入すると、
{\displaystyle \mathrm {d} X=\sum _{i=1}^{N}{\bar {X}}_{i}\,\mathrm {d} n_{i}=\sum _{i=1}^{N}\left({\bar {X}}_{i}n_{i}\,\mathrm {d} \epsilon \right)}
となる。
（2） {\displaystyle \mathrm {d} X=\left(\sum _{i=1}^{N}{\bar {X}}_{i}n_{i}\right)\,\mathrm {d} \epsilon }
定義上、混合物の全示量性状態量{\displaystyle X}は、与えられた圧力{\displaystyle P}と温度{\displaystyle T}において、混合物の物質量に比例する。したがって、各成分の量が{\displaystyle \left(1+\mathrm {d} \epsilon \right)}倍されると、{\displaystyle X}自体も{\displaystyle \left(1+\mathrm {d} \epsilon \right)}倍される。混合物の各成分の量のベクトルを{\displaystyle \left[n_{1},n_{2},\cdots ,n_{N}\right]}と表記すると、{\displaystyle X}について次のように書ける。
{\displaystyle X\!\left(P,T,\left[\left(1+\mathrm {d} \epsilon \right)\cdot n_{1},\left(1+\mathrm {d} \epsilon \right)\cdot n_{2},\cdots ,\left(1+\mathrm {d} \epsilon \right)\cdot n_{N}\right]\right)=\left(1+\mathrm {d} \epsilon \right)\cdot X\!\left(P,T,\left[n_{1},n_{2},\cdots ,n_{N}\right]\right)}
したがって、
{\displaystyle X\!\left(P,T,\left[\left(1+\mathrm {d} \epsilon \right)\cdot n_{1},\left(1+\mathrm {d} \epsilon \right)\cdot n_{2},\cdots ,\left(1+\mathrm {d} \epsilon \right)\cdot n_{N}\right]\right)-X\!\left(P,T,\left[n_{1},n_{2},\cdots ,n_{N}\right]\right)=X\!\left(P,T,\left[n_{1},n_{2},\cdots ,n_{N}\right]\right)\,\mathrm {d} \epsilon }
となる。ここで、{\displaystyle \mathrm {d} X}は物質量の変化による{\displaystyle X}の変化である。
{\displaystyle \mathrm {d} X=X\!\left(P,T,\left[\left(1+\mathrm {d} \epsilon \right)\cdot n_{1},\left(1+\mathrm {d} \epsilon \right)\cdot n_{2},\cdots ,\left(1+\mathrm {d} \epsilon \right)\cdot n_{N}\right]\right)-X\!\left(P,T,\left[n_{1},n_{2},\cdots ,n_{N}\right]\right)}
したがって、
（3） {\displaystyle \mathrm {d} X=X\,\mathrm {d} \epsilon }
となる。全微分の式（2）と（3）の各項を比較することにより、1次斉次函数に関するオイラーの定理が証明される。
混合物の全物質量{\displaystyle n=\sum _{i=1}^{N}n_{i}}で割ると、次の関係も得られる。
| 混合物のモル量 : {\displaystyle {\bar {X}}=\sum _{i}^{N}x_{i}{\bar {X}}_{i}} |

ここで、{\displaystyle {\bar {X}}={\frac {X}{n}}}は混合物のモル量、{\displaystyle x_{i}={\frac {n_{i}}{n}}}は混合物中の成分{\displaystyle i}のモル分率である。
特にギブズの自由エネルギー{\displaystyle G}については、部分モルギブズの自由エネルギー{\displaystyle {\bar {G}}_{i}}と化学ポテンシャル{\displaystyle \mu _{i}}が等しいことから、次のように書ける。

### 一般的なギブズ・デュエムの式
任意の示量性状態量{\displaystyle X}は、圧力{\displaystyle P}、温度{\displaystyle T}、および物質量{\displaystyle n_{i}}の関数として表すことができる。{\displaystyle X=X\!\left(P,T,n\right)}。たとえ、{\displaystyle P}と{\displaystyle T}がその自然な変数でなくてもである。したがって、任意の示量性状態量の全微分は次の形式で書くことができる。
{\displaystyle \mathrm {d} X=\left({\partial X \over \partial P}\right)_{T,n}\,\mathrm {d} P+\left({\partial X \over \partial T}\right)_{P,n}\,\mathrm {d} T+\sum _{i=1}^{N}{\bar {X}}_{i}\,\mathrm {d} n_{i}}
1次同次関数に関するオイラーの定理は、任意の示量性状態量{\displaystyle X}を、同じ{\displaystyle P}、{\displaystyle T}、組成で定義された部分モル量{\displaystyle {\bar {X}}_{i}}と、次のように関係付けられる。
{\displaystyle X=\sum _{i=1}^{N}n_{i}{\bar {X}}_{i}}
この式を微分すると、次のようになる。
{\displaystyle \mathrm {d} X=\sum _{i=1}^{N}n_{i}\,\mathrm {d} {\bar {X}}_{i}+\sum _{i=1}^{N}{\bar {X}}_{i}\,\mathrm {d} n_{i}}
{\displaystyle \mathrm {d} X}の2つの式の各項を比較すると、一般的なギブズ・デュエムの関係が得られる。
| ギブズ・デュエムの関係 : {\displaystyle \left({\partial X \over \partial P}\right)_{T,n}\,\mathrm {d} P+\left({\partial X \over \partial T}\right)_{P,n}\,\mathrm {d} T=\sum _{i=1}^{N}n_{i}\,\mathrm {d} {\bar {X}}_{i}} |

この関係は、とりわけ、二成分混合物の部分モル量を、ギブズ・デュエムの式の記事で詳述されているグラフによる方法で決定することを可能にする。
この関係は、化学ポテンシャルを含み、フガシティー、フガシティー係数、化学活量、および活量係数に適用できるため、特にギブズの自由エネルギー{\displaystyle G}と共に使用される。特にこの関係がギブズ・デュエムの式と呼ばれる。

### モル量との関係
モル量の定義から{\displaystyle X=n{\bar {X}}}および{\displaystyle n=\sum _{i=1}^{N}n_{i}}であるため、次のように書ける。
| {\displaystyle {\bar {X}}_{i}={\bar {X}}+n\left({\partial {\bar {X}} \over \partial n_{i}}\right)_{P,T,n_{j\neq i}}} |

モル量は、混合物の成分の量とモル分率のどちらの関数としても記述できる。
{\displaystyle {\bar {X}}={\bar {X}}\!\left(P,T,n\right)={\bar {X}}\!\left(P,T,x\right)}
また、連鎖律により、次のように書ける。
{\displaystyle \left({\partial {\bar {X}} \over \partial n_{i}}\right)_{P,T,n_{j\neq i}}=\sum _{j=1}^{N}\left({\partial {\bar {X}} \over \partial x_{j}}\right)_{P,T,x_{k\neq j}}\left({\partial x_{j} \over \partial n_{i}}\right)_{P,T,n_{k\neq i}}}
物質量とモル分率は{\displaystyle x_{i}=n_{i}/n}という関係で結ばれているので、次のようになる。
- si {\displaystyle i=j} : {\displaystyle \left({\partial x_{i} \over \partial n_{i}}\right)_{n_{k\neq i}}={1 \over n}-{n_{i} \over n^{2}}={1 \over n}-{x_{i} \over n}}

- si {\displaystyle i\neq j} : {\displaystyle \left({\partial x_{j} \over \partial n_{i}}\right)_{n_{k\neq i}}=-{n_{j} \over n^{2}}=-{x_{j} \over n}}

したがって、
{\displaystyle \left({\partial {\bar {X}} \over \partial n_{i}}\right)_{P,T,n_{j\neq i}}={1 \over n}\left({\partial {\bar {X}} \over \partial x_{i}}\right)_{P,T,x_{k\neq i}}-\sum _{j=1}^{N}{x_{j} \over n}\left({\partial {\bar {X}} \over \partial x_{j}}\right)_{P,T,n_{k\neq j}}}
となる。そして、
| {\displaystyle {\bar {X}}_{i}={\bar {X}}+\left({\partial {\bar {X}} \over \partial x_{i}}\right)_{P,T,x_{k\neq i}}-\sum _{j=1}^{N}x_{j}\left({\partial {\bar {X}} \over \partial x_{j}}\right)_{P,T,x_{k\neq j}}} |

となる。特に、ギブズエネルギーの場合、{\displaystyle \mu _{i}}を化学ポテンシャル、{\displaystyle {\bar {G}}}をモルギブズエネルギーとすると、
{\displaystyle \mu _{i}={\bar {G}}+n\left({\partial {\bar {G}} \over \partial n_{i}}\right)_{P,T,n_{j\neq i}}={\bar {G}}+\left({\partial {\bar {G}} \over \partial x_{i}}\right)_{P,T,x_{k\neq i}}-\sum _{j=1}^{N}x_{j}\left({\partial {\bar {G}} \over \partial x_{j}}\right)_{P,T,x_{k\neq j}}}

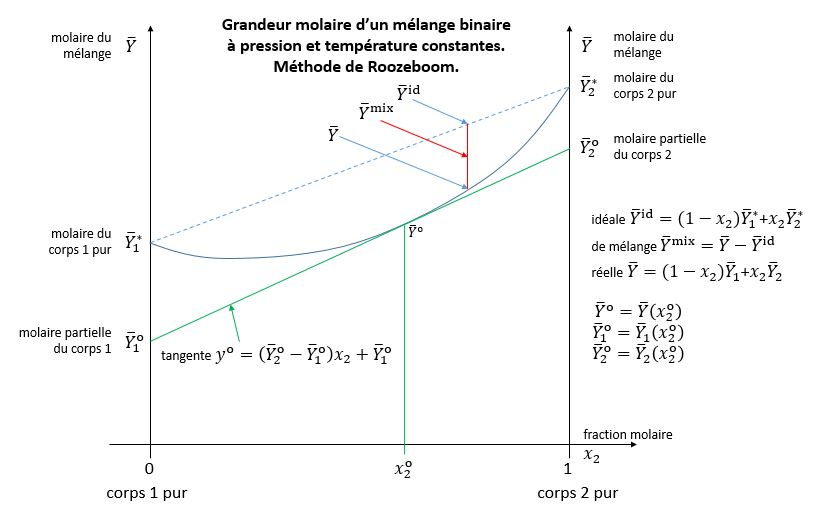
ローズボームの方法。

2つの化学種のみを含む二成分混合物の場合、ローズボームの方法を用いると、圧力と温度を一定にして、一方の化学種のモル分率の関数としてモル量を表す図から、2つの化学種の部分モル量を決定できる。曲線の任意の点における接線は、縦軸0と1との交点によって、2つの化学種の部分モル量を与える。

## 部分モル量の計算

### 純物質または混合物の場合
純物質の場合、部分モル量はモル量と一致する。
{\displaystyle {\bar {X}}_{i}^{*}=\left({\frac {\partial X_{i}^{*}}{\partial n_{i}}}\right)_{P,T}={\frac {X_{i}^{*}}{n_{i}}}}
ここで、{\displaystyle X_{i}^{*}}は純粋な物質{\displaystyle i}の示量性状態量、{\displaystyle {\bar {X}}_{i}^{*}}は純粋な物質{\displaystyle i}のモル量、{\displaystyle n_{i}}は{\displaystyle i}の物質量である。
混合物を純物質と見なすと、同様に、混合物のモル量を部分モル量と見なすことができる。
{\displaystyle {\bar {X}}=\left({\frac {\partial X}{\partial n}}\right)_{P,T}={\frac {X}{n}}}
ここで、{\displaystyle X}は混合物の示量性状態量、{\displaystyle {\bar {X}}}は混合物のモル量{\displaystyle n}は混合物中の全物質量である。

### 理想溶液の場合
理想溶液では、各成分{\displaystyle i}について、理想溶液における部分モル量{\displaystyle {\bar {X}}_{i}^{\text{id}}}と純粋な物質のモル量{\displaystyle {\bar {X}}_{i}^{*}}との差は、理想混合部分モル量と呼ばれ、{\displaystyle {\bar {X}}_{i}^{\text{mix,id}}}と表記される。これらの量はすべて、同じ圧力、温度、組成、相で定義される。
いくつかの部分モル量{\displaystyle {\bar {X}}_{i}^{\text{id}}}は、純粋な物質のモル量{\displaystyle {\bar {X}}_{i}^{*}}と一致する。
- 体積 :

- - {\displaystyle {\bar {V}}_{i}^{\text{id}}={\bar {V}}_{i}^{*}} ;

- - {\displaystyle {\bar {V}}_{i}^{\text{mix,id}}=0} ;

- エンタルピー :

- - {\displaystyle {\bar {H}}_{i}^{\text{id}}={\bar {H}}_{i}^{*}} ;

- - {\displaystyle {\bar {H}}_{i}^{\text{mix,id}}=0} ;

- 内部エネルギー :

- - {\displaystyle {\bar {U}}_{i}^{\text{id}}={\bar {H}}_{i}^{\text{id}}-P{\bar {V}}_{i}^{\text{id}}={\bar {H}}_{i}^{*}-P{\bar {V}}_{i}^{*}={\bar {U}}_{i}^{*}} ;

- - {\displaystyle {\bar {U}}_{i}^{\text{mix,id}}=0} ;

しかし、これは以下の場合には当てはまらない。
- エントロピー :

- - {\displaystyle {\bar {S}}_{i}^{\text{id}}={\bar {S}}_{i}^{*}-R\ln x_{i}} ;

- - {\displaystyle {\bar {S}}_{i}^{\text{mix,id}}=-R\ln x_{i}} ;

- ギブズエネルギー :

- - {\displaystyle {\bar {G}}_{i}^{\text{id}}={\bar {G}}_{i}^{*}+RT\ln x_{i}}、つまり、 {\displaystyle \mu _{i}^{\text{id}}=\mu _{i}^{*}+RT\ln x_{i}}である。この関係は理想溶液を定義する。

- - {\displaystyle {\bar {G}}_{i}^{\text{mix,id}}=RT\ln x_{i}} ;

- ヘルムホルツエネルギー :

- - {\displaystyle {\bar {F}}_{i}^{\text{id}}={\bar {F}}_{i}^{*}+RT\ln x_{i}} ;

- - {\displaystyle {\bar {F}}_{i}^{\text{mix,id}}=RT\ln x_{i}} ;

ここで、{\displaystyle x_{i}}は混合物中の成分{\displaystyle i}のモル分率である。

### 実在混合物の場合
実在溶液の部分モル量{\displaystyle {\bar {X}}_{i}}は、対応する理想溶液の部分モル量{\displaystyle {\bar {X}}_{i}^{\text{id}}}に、理想状態からのずれを表す部分モル量（場合によっては剰余部分モル量{\displaystyle {\bar {X}}_{i}^{\text{RES}}}または過剰部分モル量{\displaystyle {\bar {X}}_{i}^{\text{E}}}）を加えることによって計算される。

#### 気体混合物の場合
基準として用いられる理想溶液は、理想気体の混合物であり、その特性は、実在気体混合物と同じ圧力と温度における純粋な物質の理想気体の状態の特性から計算される。混合エントロピーによれば、理想気体の混合物は理想溶液である。
実在気体混合物の部分モル量{\displaystyle {\bar {X}}_{i}^{\text{g}}}は、次のように得られる。
| 実在気体混合物における部分モル量 : {\displaystyle {\bar {X}}_{i}^{\text{g}}={\bar {X}}_{i}^{\bullet ,*}+{\bar {X}}_{i}^{\text{mix,id}}+{\bar {X}}_{i}^{\text{RES}}} |

ここで、{\displaystyle {\bar {X}}_{i}^{\bullet ,*}}は、実在気体混合物と同じ{\displaystyle P}と{\displaystyle T}における、純粋な成分{\displaystyle i}の理想気体状態のモル量、{\displaystyle {\bar {X}}_{i}^{\text{mix,id}}}は、理想混合部分モル量、{\displaystyle {\bar {X}}_{i}^{\text{RES}}}は、状態方程式から計算される剰余部分モル量である。
理想気体混合物中の成分の理想部分モル量は次のようになる。
{\displaystyle {\bar {X}}_{i}^{\text{g,id}}={\bar {X}}_{i}^{\bullet }={\bar {X}}_{i}^{\bullet ,*}+{\bar {X}}_{i}^{\text{mix,id}}}
これに剰余部分モル量を加えると、実部分モル量が得られる。
したがって、剰余量は、同じ圧力、温度、組成における理想気体の混合物と実在気体の混合物との間の偏差に対応する。
実在気体混合物の混合部分モル量は次のようになる。
{\displaystyle {\bar {X}}_{i}^{\text{g,mix}}={\bar {X}}_{i}^{\text{mix,id}}+{\bar {X}}_{i}^{\text{RES}}}
したがって、実部分モル量は、純粋な物質の理想気体状態のモル量から次のように計算される。
混合量は、同じ圧力と温度における、純粋な物質の理想気体状態の特性と実在気体混合物の特性との間の偏差に対応する。
例：ギブズの自由エネルギー
特に、部分モルギブズの自由エネルギー{\displaystyle {\bar {G}}_{i}^{\text{g}}}について、モル分率{\displaystyle x_{i}^{\text{g}}}とフガシティー係数{\displaystyle \phi _{i}^{\text{g}}}を導入すると、各成分{\displaystyle i}について次のようになる。
- {\displaystyle {\bar {G}}_{i}^{\bullet ,*}}: 実在気体混合物と同じ{\displaystyle P}と{\displaystyle T}における、純粋な成分{\displaystyle i}の理想気体状態のモルギブズの自由エネルギー。

- {\displaystyle {\bar {G}}_{i}^{\text{mix,id}}=RT\ln x_{i}^{\text{g}}}: 理想混合部分モルギブズの自由エネルギー。

- {\displaystyle {\bar {G}}_{i}^{\text{g,id}}={\bar {G}}_{i}^{\bullet }={\bar {G}}_{i}^{\bullet ,*}+{\bar {G}}_{i}^{\text{mix,id}}={\bar {G}}_{i}^{\bullet ,*}+RT\ln x_{i}^{\text{g}}}: 理想部分モルギブズの自由エネルギー。

- {\displaystyle {\bar {G}}_{i}^{\text{RES}}=RT\ln \phi _{i}^{\text{g}}}: 剰余部分モルギブズの自由エネルギー。

- {\displaystyle {\bar {G}}_{i}^{\text{g,mix}}={\bar {G}}_{i}^{\text{mix,id}}+{\bar {G}}_{i}^{\text{RES}}=RT\ln \!\left(x_{i}^{\text{g}}\phi _{i}^{\text{g}}\right)}: 混合部分モルギブズの自由エネルギー。

成分{\displaystyle i}のフガシティーを、{\displaystyle f_{i}^{\text{g}}=x_{i}^{\text{g}}\phi _{i}^{\text{g}}P}と表記すると、以下のようになる。

#### 液体または固体混合物の場合
液体相の場合、基準として用いられる理想溶液は、実在液体混合物と同じ圧力と温度における純粋な液体の特性から計算された特性を持つ混合物である。
実在液体混合物の部分モル量{\displaystyle {\bar {X}}_{i}^{\text{l}}}は、次のように得られる。
| 実在液体混合物における部分モル量 : {\displaystyle {\bar {X}}_{i}^{\text{l}}={\bar {X}}_{i}^{\text{l,*}}+{\bar {X}}_{i}^{\text{mix,id}}+{\bar {X}}_{i}^{\text{E}}} |

ここで、{\displaystyle {\bar {X}}_{i}^{\text{l,*}}}は、実在液体混合物の温度{\displaystyle T}における、純粋な液体成分{\displaystyle i}のモル量、{\displaystyle {\bar {X}}_{i}^{\text{mix,id}}}は、理想混合部分モル量、{\displaystyle {\bar {X}}_{i}^{\text{E}}}は、活量係数モデルから計算される過剰部分モル量である。
液体混合物中の成分の理想部分モル量は次のようになる。
{\displaystyle {\bar {X}}_{i}^{\text{l,id}}={\bar {X}}_{i}^{\text{l,*}}+{\bar {X}}_{i}^{\text{mix,id}}}
これに過剰部分モル量を加えることで、実部分モル量が得られる。
したがって、過剰量は、同じ圧力、温度、組成における理想液体混合物と実在液体混合物との間の偏差に対応する。
実在液体混合物の混合部分モル量は次のようになる。
{\displaystyle {\bar {X}}_{i}^{\text{l,mix}}={\bar {X}}_{i}^{\text{mix,id}}+{\bar {X}}_{i}^{\text{E}}}
したがって、実部分モル量は、純粋な液体のモル量から次のように計算される。
混合量は、同じ圧力と温度における、純粋な液体の特性と実在液体混合物の特性との間の偏差に対応する。
例 - ギブズの自由エネルギー
特に部分モルギブズの自由エネルギー{\displaystyle {\bar {G}}_{i}^{\text{l}}}について、モル分率{\displaystyle x_{i}^{\text{l}}}と活量係数{\displaystyle \gamma _{i}^{\text{l}}}を導入すると、各成分{\displaystyle i}について次のようになる。
- {\displaystyle {\bar {G}}_{i}^{\text{l,*}}}: 実在液体混合物の温度{\displaystyle T}における、純粋な液体成分{\displaystyle i}のモルギブズの自由エネルギー。

- {\displaystyle {\bar {G}}_{i}^{\text{mix,id}}=RT\ln x_{i}^{\text{l}}}: 理想混合部分モルギブズの自由エネルギー。

- {\displaystyle {\bar {G}}_{i}^{\text{l,id}}={\bar {G}}_{i}^{\text{l,*}}+{\bar {G}}_{i}^{\text{mix,id}}={\bar {G}}_{i}^{\text{l,*}}+RT\ln x_{i}^{\text{l}}}: 理想部分モルギブズの自由エネルギー。

- {\displaystyle {\bar {G}}_{i}^{\text{E}}=RT\ln \gamma _{i}^{\text{l}}}: 過剰部分モルギブズの自由エネルギー。

- {\displaystyle {\bar {G}}_{i}^{\text{l,mix}}={\bar {G}}_{i}^{\text{mix,id}}+{\bar {G}}_{i}^{\text{E}}=RT\ln \!\left(x_{i}^{\text{l}}\gamma _{i}^{\text{l}}\right)}: 混合部分モルギブズエネルギー。

また、成分{\displaystyle i}の化学活量を{\displaystyle a_{i}^{\text{l}}=x_{i}^{\text{l}}\gamma _{i}^{\text{l}}}と表記すると、
となる。固体にも同じアプローチが適用され、理想固体溶液は、実在混合物と同じ圧力と温度における純粋な固体の特性に基づいている。したがって、固体の活量係数モデルが必要となる。